# Пациенца, Микеле
Мике́ле Пацие́нца (итал. Michele Pazienza; 5 августа 1982, Сан-Северо, Апулия) — итальянский футболист, полузащитник; тренер.

## Карьера
Микеле Пациенца — воспитанник футбольной школы «Апокалиссе» из родного города Сан-Северо. Оттуда он перешёл в 1999 году в «Фоджу», где с 2001 года завоевал место в основном составе и помог клубу выйти в Серию С1. В 2003 году Пациенца был куплен клубом «Удинезе», чей главный тренер Лучано Спаллетти очень хотел видеть Пациенцу в центре поля команды. В клубе из Удине Пациенца провёл два сезона, сыграв в общей сложности в 60 матчах.
В августе 2005 года Пациенца был арендован «Фиорентиной». По окончании первого сезона договор аренды был продлён. А в июне 2007 года «фиалки» выкупили контракт футболиста. В составе «Фиорентины» Пациенца провёл два с половиной сезона, сыграв в 62 матчах.
31 января 2008 года Пациенца перешёл в «Наполи», подписав контракт на 4 года. Сумма трансфера составила 4,8 млн евро. 2 февраля Микеле дебютировал в составе клуба в матче против своей бывшей команды, «Удинезе», и помог своему клубу победить со счётом 3:1. 13 декабря 2008 года Пациенца забил свой первый мяч за клуб, поразив ворота «Лечче», этот же мяч стал первым, забитым им в матчах Серии А. Всего за неаполитанский клуб футболист провёл 99 игр в чемпионате и забил 4 мяча.
3 июня 2011 года Микеле подписал контракт с туринским «Ювентусом» на правах свободного агента. Контракт подписан сроком на 3 года.
31 января 2012 года было объявлено о переходе Пациенцы в «Удинезе» на правах аренды до конца сезона.
30 августа 2012 года футболист подписал контракт с «Болоньей» сроком до 30 июня 2015 года.
5 февраля 2025 года Пацьенца был назначен новым главным тренером претендующего на повышение клуба Серии C «Беневенто». Он был уволен 11 марта 2025 года, проработав в клубе всего пять матчей.

## Личная жизнь
У Микеле есть два брата, Сальваторе и Даниеле, который также является футболистом. 14 июня 2007 года Пациенца женился на подруге Лорене; у пары есть дочь Ребекка.

## Достижения
«Ювентус»
- Обладатель Суперкубка Италии: 2012